# Pseuduvaria trimera
Pseuduvaria trimera (W. G. Craib) Y.C.F. Su & R.M.K. Saunders – gatunek rośliny z rodziny flaszowcowatych (Annonaceae Juss.). Występuje naturalnie w Wietnamie oraz południowej części Chin (w południowym Junnanie). 

## Morfologia
PokrójZimozielone drzewo dorastające do 6–20 m wysokości. Młode pędy są owłosione i mają szarawą barwę.
LiścieMają podłużny kształt. Mierzą 10–23 cm długości oraz 3,5–8,5 cm szerokości. Są owłosione, od spodu mają zielononiebieskawą barwę. Nasada liścia jest od klinowej do zaokrąglonej. Blaszka liściowa jest o spiczastym wierzchołku. Ogonek liściowy jest owłosiony i dorasta do 3–10 mm długości.
KwiatySą regularne, pojedyncze lub zebrane po 2–3 w pęczki, rozwijają się w kątach pędów. Działki kielicha mają okrągły kształt, są owłosione od zewnętrznej strony i dorastają do 1–2 mm długości. Płatki mają barwę od białawej do żółtawej, są owłosione od zewnątrz, płatki zewnętrzne mają nerkowaty kształt, natomiast wewnętrzne są mniej lub bardziej trójkątne. Kwiaty żeńskie mają 15–17 owłosionych owocolistków o podłużnie owalnym kształcie i długości 2 mm.
OwocePojedyncze mają kulisty kształt, zebrane w owoc zbiorowy. Są silnie owłosione. Osiągają 15–20 mm średnicy.

## Biologia i ekologia
Jest rośliną dwupienną. Rośnie w gęstych i wilgotnych lasach. Występuje na wysokości do 600 m n.p.m. Kwitnie od marca do lipca, natomiast owoce dojrzewają od lipca do października.